# Villiers (stanice metra v Paříži)

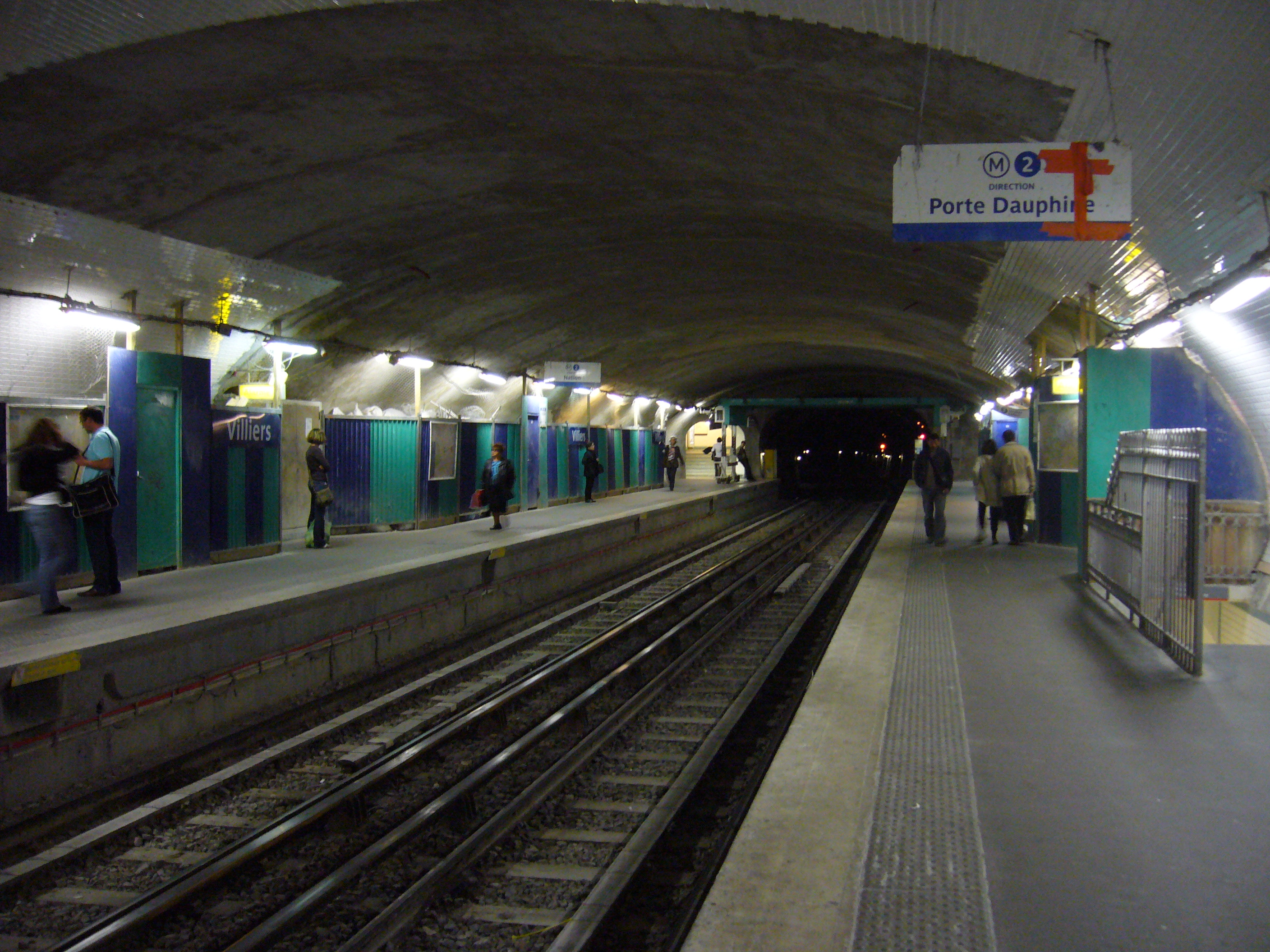
Nástupiště linky 2 během opravy (2008)

Villiers je přestupní stanice pařížského metra mezi linkami 2 a 3 na hranicích 8. a 17. obvodu v Paříži. Nachází se pod náměstím Place Prosper Goubaux, kde se stýká Avenue de Villiers a Rue de Constantinople, pod kterými vede linka 3 a Boulevard de Courcelles a Boulevard des Batignolles, pod kterými vede linka 2.

## Historie
7. října 1902 byl zprovozněn úsek na lince 2 mezi stanicemi Étoile a Anvers, ovšem stanice Villiers byla otevřena až 21. ledna 1903, do té doby vlajky stanicí pouze projížděly.
19. října 1904 bylo otevřeno nástupiště pro linku 3, která sem byla prodloužena ze stanice Père Lachaise. Nástupiště obou linek se nacházela v podzemí na stejné úrovni. Ovšem už v roce 1905 se začalo se stavebními pracemi na prodloužení linky 3 dále na severozápad. Z důvodu křížení obou tratí muselo být nástupiště položeno do větší hloubky oproti lince 2. Nový úsek linky do stanice Pereire byl zprovozněn 23. května 1910.
V roce 2009 byla dokončena renovace celé stanice, při které byly kompletně vyměněny obklady stěn a osvětlovací zařízení.

## Název
Stanice byla otevřena pod jménem Avenue de Villiers podle stejnojmenné ulice, později byl název zkrácen na současnou podobu. Villiers je zkomolené jméno zaniklé vísky Villars, která se nacházela v místě dnešní ulice Rue de Courcelles severozápadně od stanice.

## Vstupy
Stanice má východy na Boulevardu de Courcelles před domy č. 1, 2 a 27.